# Llista de monuments d'Avinyonet del Penedès
Llista de monuments d'Avinyonet del Penedès inclosos en l'Inventari del Patrimoni Arquitectònic Català per al municipi d'Avinyonet del Penedès (Alt Penedès). Inclou els inscrits en el Registre de Béns Culturals d'Interès Nacional (BCIN) amb la classificació de monuments històrics i els Béns Culturals d'Interès Local (BCIL) de caràcter arquitectònic.
| Monument                                               | Protecció       | Estil/època                   | Localització                                                                    | Coordenades                                          | Codi?         | Imatge |
| ------------------------------------------------------ | --------------- | ----------------------------- | ------------------------------------------------------------------------------- | ---------------------------------------------------- | ------------- | --- |
| Castell d'Avinyó                                       | BCIN 494-MH     | Medieval                      | Avinyonet del Penedès Camí de Sant Sebastià dels Gorgs, Can Porrafols           | 41° 22′ 22″ N, 1° 46′ 18″ E / 41.37284°N,1.77167°E   | RI-51-0005185 | Castell d'Avinyó (Avinyonet del Penedès) · Vegeu més fotos d'aquest monument · Carregueu una nova foto d'aquest monument                          |
| Torre de l'Arboçar de Baix                             | BCIN 1870-MH    | Romànic XI                    | Avinyonet del Penedès Arboçar de Baix                                           | 41° 19′ 47″ N, 1° 45′ 40″ E / 41.329586°N,1.761008°E | RI-51-0005187 | Torre de l'Arboçar de Baix (Avinyonet del Penedès) · Vegeu més fotos d'aquest monument · Carregueu una nova foto d'aquest monument                |
| Monestir de Sant Sebastià dels Gorgs                   | BCIN 1871-MH-EN | Romànic, renaixement XI-XVIII | Avinyonet del Penedès Pl. de l'Església                                         | 41° 22′ 50″ N, 1° 45′ 57″ E / 41.380694°N,1.765860°E | RI-51-0010511 | Monestir de Sant Sebastià dels Gorgs (Avinyonet del Penedès) · Vegeu més fotos d'aquest monument · Carregueu una nova foto d'aquest monument      |
| Torre de les Gunyoles                                  | BCIN 1872-MH    | Romà I-II                     | Avinyonet del Penedès Can Rialb                                                 | 41° 21′ 08″ N, 1° 46′ 45″ E / 41.352360°N,1.779281°E | RI-51-0005186 | Torre de les Gunyoles (Avinyonet del Penedès) · Vegeu més fotos d'aquest monument · Carregueu una nova foto d'aquest monument                     |
| Caseria de Santa Susanna, el Castell                   | BCIN 1873-MH    | Obra popular                  | Avinyonet del Penedès Ctra. BV-2411, km 5, a 2,5 km                             | 41° 19′ 53″ N, 1° 48′ 48″ E / 41.331495°N,1.813443°E | RI-51-0005189 | Caseria de Santa Susanna (Avinyonet del Penedès) · Vegeu més fotos d'aquest monument · Carregueu una nova foto d'aquest monument                  |
| Can Ràfols dels Caus                                   | BCIN 1874-MH    | Obra popular XVIII            | Avinyonet del Penedès Av. d'Olesa, Cantallops                                   | 41° 21′ 30″ N, 1° 48′ 03″ E / 41.358443°N,1.800933°E | RI-51-0005188 | Can Ràfols dels Caus (Avinyonet del Penedès) · Vegeu més fotos d'aquest monument · Carregueu una nova foto d'aquest monument                      |
| Mas Condal                                             | BCIL 2005       | Obra popular, gòtic XV        | Avinyonet del Penedès Ctra. BV-2429, km 24,7, a 150 m.                          | 41° 22′ 07″ N, 1° 45′ 13″ E / 41.368683°N,1.753487°E | IPA-2503      | Mas Condal (Avinyonet del Penedès) · Vegeu més fotos d'aquest monument · Carregueu una nova foto d'aquest monument                                |
| La Caseta                                              | BCIL 2005       | Obra popular                  | Avinyonet del Penedès Sant Sebastià dels Gorgs                                  | 41° 22′ 41″ N, 1° 46′ 06″ E / 41.378111°N,1.768255°E | IPA-2504      | La Caseta (Avinyonet del Penedès) · Vegeu més fotos d'aquest monument · Carregueu una nova foto d'aquest monument                                 |
| Montargull                                             | BCIL 2005       | Obra popular XVIII            | Avinyonet del Penedès Ctra. BV-2429, km 23,5, a 650 m, Sant Sebastià dels Gorgs | 41° 22′ 45″ N, 1° 45′ 11″ E / 41.379162°N,1.752988°E | IPA-2505      | Montargull (Avinyonet del Penedès) · Vegeu més fotos d'aquest monument · Carregueu una nova foto d'aquest monument                                |
| Cal Vendrell                                           | BCIL 2005       | Obra popular XVIII            | Avinyonet del Penedès A 1,1 km del nucli de les Gunyoles                        | 41° 21′ 09″ N, 1° 46′ 13″ E / 41.352443°N,1.770246°E | IPA-2506      | Cal Vendrell (Avinyonet del Penedès) · Vegeu més fotos d'aquest monument · Carregueu una nova foto d'aquest monument                              |
| Ca l'Anton de la Paula                                 | BCIL 2005       | Obra popular XVII             | Avinyonet del Penedès C. d'Esplugues, 1, les Gunyoles                           | 41° 21′ 05″ N, 1° 46′ 57″ E / 41.35127°N,1.782472°E  | IPA-2507      | Ca l'Anton de la Paula (Avinyonet del Penedès) · Vegeu més fotos d'aquest monument · Carregueu una nova foto d'aquest monument                    |
| Cal Fontanals                                          | BCIL 2005       | Obra popular XVI              | Avinyonet del Penedès Ctra. BV-2429, km 25, a 1.100 m                           | 41° 22′ 17″ N, 1° 46′ 04″ E / 41.371439°N,1.767676°E | IPA-2508      | Cal Fontanals (Avinyonet del Penedès) · Vegeu més fotos d'aquest monument · Carregueu una nova foto d'aquest monument                             |
| Mas Cavallé de Baix                                    | BCIL 2005       | Obra popular, gòtic tardà XVI | Avinyonet del Penedès Ctra. N-340, km 336, a 1.500 m, Clariana                  | 41° 22′ 06″ N, 1° 46′ 58″ E / 41.36832°N,1.782657°E  | IPA-2509      | Mas Cavallé de Baix (Avinyonet del Penedès) · Vegeu més fotos d'aquest monument · Carregueu una nova foto d'aquest monument                       |
| Cal Roig, Cal Joan de Cal Roig                         | BCIL 2005       | Obra popular XVIII            | Avinyonet del Penedès L'Arboçar de Baix                                         | 41° 19′ 47″ N, 1° 45′ 41″ E / 41.329747°N,1.761256°E | IPA-2510      | Cal Roig (Avinyonet del Penedès) · Vegeu més fotos d'aquest monument · Carregueu una nova foto d'aquest monument                                  |
| Cal Torrents                                           | BCIL 2005       | Obra popular XVII             | Avinyonet del Penedès C. de l'Arboçar, 15, Arboçar de Dalt                      | 41° 19′ 59″ N, 1° 45′ 54″ E / 41.333129°N,1.765004°E | IPA-2511      | Cal Torrents (Avinyonet del Penedès) · Vegeu més fotos d'aquest monument · Carregueu una nova foto d'aquest monument                              |
| Local del Centre Cultural de Cantallops                | BCIL 2005       | Noucentisme XX Inici          | Avinyonet del Penedès Ctra. N-340, km. 337,5, Cantallops                        | 41° 22′ 05″ N, 1° 47′ 55″ E / 41.367957°N,1.798709°E | IPA-2512      | Local del Centre Cultural de Cantallops (Avinyonet del Penedès) · Vegeu més fotos d'aquest monument · Carregueu una nova foto d'aquest monument   |
| Cal Bou                                                | BCIL 2005       | Eclecticisme XIX              | Avinyonet del Penedès Sant Sebastià dels Gorgs                                  | 41° 22′ 53″ N, 1° 45′ 53″ E / 41.381487°N,1.764747°E | IPA-2513      | Cal Bou (Avinyonet del Penedès) · Vegeu més fotos d'aquest monument · Carregueu una nova foto d'aquest monument                                   |
| Carrer de Montjuïc                                     | BCIL 2005       | Obra popular XVIII            | Avinyonet del Penedès C. de Montjuïc, les Gunyoles                              | 41° 21′ 07″ N, 1° 46′ 55″ E / 41.352054°N,1.781956°E | IPA-2514      | Carrer de Montjuïc (Avinyonet del Penedès) · Vegeu més fotos d'aquest monument · Carregueu una nova foto d'aquest monument                        |
| Cal Mestres                                            | BCIL 2005       | Obra popular                  | Avinyonet del Penedès C. de la Torre Romana, les Gunyoles                       | 41° 21′ 08″ N, 1° 46′ 47″ E / 41.352336°N,1.779679°E | IPA-2515      | Cal Mestres (Avinyonet del Penedès) · Vegeu més fotos d'aquest monument · Carregueu una nova foto d'aquest monument                               |
| Can Cuscó                                              |                 | Obra popular                  | Avinyonet del Penedès Pl. de l'Església, les Gunyoles                           | 41° 21′ 08″ N, 1° 46′ 48″ E / 41.352149°N,1.779886°E | IPA-2516      | Carregueu una nova foto d'aquest monument |
| Can Montargull, Cal Jaques                             |                 | Noucentisme XX Inici          | Avinyonet del Penedès Ctra. de Barcelona, 11, Avinyó Nou                        | 41° 21′ 41″ N, 1° 46′ 27″ E / 41.361437°N,1.774045°E | IPA-2517      | Can Montargull (Avinyonet del Penedès) · Vegeu més fotos d'aquest monument · Carregueu una nova foto d'aquest monument                            |
| Cal Pauet Ràfols, Cal Borrut, Cal Metge                | BCIL 2005       | Neoclassicisme XIX Final      | Avinyonet del Penedès C. de Clariana, 1                                         | 41° 21′ 47″ N, 1° 47′ 02″ E / 41.36318°N,1.783816°E  | IPA-2518      | Cal Pauet Ràfols (Avinyonet del Penedès) · Vegeu més fotos d'aquest monument · Carregueu una nova foto d'aquest monument                          |
| Cal Suau                                               | BCIL 2005       | Noucentisme XX Inici          | Avinyonet del Penedès C. del Dr. Parellada, 1, Avinyó Nou                       | 41° 21′ 38″ N, 1° 46′ 38″ E / 41.36066°N,1.777204°E  | IPA-2519      | Cal Suau (Avinyonet del Penedès) · Vegeu més fotos d'aquest monument · Carregueu una nova foto d'aquest monument                                  |
| Casa de la Vila, Ajuntament                            | BCIL 2005       | Eclecticisme XX Inici         | Avinyonet del Penedès C. de Pere Ràfols, Avinyó Nou                             | 41° 21′ 39″ N, 1° 46′ 46″ E / 41.360908°N,1.779328°E | IPA-2520      | Casa de la Vila (Avinyonet del Penedès) · Vegeu més fotos d'aquest monument · Carregueu una nova foto d'aquest monument                           |
| Local del Sindicat d'Avinyonet, Local de les Esquerres |                 | Obra popular XX               | Avinyonet del Penedès C. del Carme, Avinyó Nou                                  | 41° 21′ 36″ N, 1° 46′ 37″ E / 41.35997°N,1.77691°E   | IPA-2521      | Local del Sindicat d'Avinyonet (Avinyonet del Penedès) · Vegeu més fotos d'aquest monument · Carregueu una nova foto d'aquest monument            |
| Centre Cultural de l'Arboçar, Societat la Penya        | BCIL 2005       | Obra popular XX Inici         | Avinyonet del Penedès C. les Roques, l'Arboçar                                  | 41° 20′ 01″ N, 1° 45′ 53″ E / 41.333614°N,1.764852°E | IPA-2525      | Centre Cultural de l'Arboçar (Avinyonet del Penedès) · Vegeu més fotos d'aquest monument · Carregueu una nova foto d'aquest monument              |
| La Rectoria                                            | BCIL 2005       | Obra popular XX Inici         | Avinyonet del Penedès Pl. de l'Església, les Gunyoles                           | 41° 21′ 09″ N, 1° 46′ 47″ E / 41.352391°N,1.779762°E | IPA-2526      | La Rectoria (Avinyonet del Penedès) · Vegeu més fotos d'aquest monument · Carregueu una nova foto d'aquest monument                               |
| Mare de Déu de la Llinda                               | BCIL 2005       | Romànic XII                   | Avinyonet del Penedès Sant Sebastià dels Gorgs                                  | 41° 23′ 04″ N, 1° 45′ 23″ E / 41.384451°N,1.756487°E | IPA-2527      | Mare de Déu de la Llinda (Avinyonet del Penedès) · Vegeu més fotos d'aquest monument · Carregueu una nova foto d'aquest monument                  |
| Colomar de l'Arboçar de Baix                           | BCIL 2005       | Obra popular                  | Avinyonet del Penedès Ctra. BV-2415, km 3,9                                     | 41° 19′ 39″ N, 1° 45′ 32″ E / 41.32756°N,1.75899°E   | IPA-2529      | Colomar de l'Arboçar (Avinyonet del Penedès) · Vegeu més fotos d'aquest monument · Carregueu una nova foto d'aquest monument                      |
| Can Rialb, Casa Umbert                                 | BCIL 2005       | Obra popular, gòtic tardà XIV | Avinyonet del Penedès C. Sant Salvador, les Gunyoles                            | 41° 21′ 08″ N, 1° 46′ 45″ E / 41.352294°N,1.77907°E  | IPA-2531      | Can Rialb (Avinyonet del Penedès) · Vegeu més fotos d'aquest monument · Carregueu una nova foto d'aquest monument                                 |
| Can Pujol                                              | BCIL 2005       | Obra popular, renaixement XVI | Avinyonet del Penedès C. Cantallops                                             | 41° 22′ 01″ N, 1° 47′ 57″ E / 41.367053°N,1.799288°E | IPA-2532      | Can Pujol (Avinyonet del Penedès) · Vegeu més fotos d'aquest monument · Carregueu una nova foto d'aquest monument                                 |
| Església parroquial de Sant Pere d'Avinyó              | BCIL 2005       | Renaixement, barroc XVII      | Avinyonet del Penedès Ctra. N-340, km 306,9, Avinyó                             | 41° 22′ 23″ N, 1° 46′ 24″ E / 41.37313°N,1.773371°E  | IPA-2533      | Església parroquial de Sant Pere d'Avinyó (Avinyonet del Penedès) · Vegeu més fotos d'aquest monument · Carregueu una nova foto d'aquest monument |
| Església de Sant Salvador de les Gunyoles              | BCIL 2005       | Neoclassicisme XVIII Final    | Avinyonet del Penedès Les Gunyoles                                              | 41° 21′ 08″ N, 1° 46′ 48″ E / 41.352304°N,1.780026°E | IPA-2534      | Església de Sant Salvador de les Gunyoles (Avinyonet del Penedès) · Vegeu més fotos d'aquest monument · Carregueu una nova foto d'aquest monument |
| Ca l'Esteve                                            | BCIL 2005       | Obra popular XVIII            | Avinyonet del Penedès Ctra. BV-2429, km 22,9, Sant Sebastià dels Gorgs          | 41° 22′ 52″ N, 1° 45′ 55″ E / 41.381007°N,1.765354°E | IPA-2535      | Ca l'Esteve (Avinyonet del Penedès) · Vegeu més fotos d'aquest monument · Carregueu una nova foto d'aquest monument                               |
| Ca l'Amat                                              | BCIL 2005       | Obra popular                  | Avinyonet del Penedès Sant Sebastià dels Gorgs                                  | 41° 22′ 47″ N, 1° 45′ 51″ E / 41.379759°N,1.764039°E | IPA-2536      | Ca l'Amat (Avinyonet del Penedès) · Vegeu més fotos d'aquest monument · Carregueu una nova foto d'aquest monument                                 |
| Les Cases Blanques                                     | BCIL 2005       | Obra popular XVIII            | Avinyonet del Penedès Arboçar de Dalt                                           | 41° 20′ 13″ N, 1° 46′ 30″ E / 41.336955°N,1.774875°E | IPA-2537      | Les Cases Blanques (Avinyonet del Penedès) · Vegeu més fotos d'aquest monument · Carregueu una nova foto d'aquest monument                        |
| Societat la Parra                                      | BCIL 2005       | Obra popular XX Mitjan        | Avinyonet del Penedès C. Carme, 9, Avinyó Nou                                   | 41° 21′ 39″ N, 1° 46′ 33″ E / 41.360816°N,1.775755°E | IPA-2868      | Societat la Parra (Avinyonet del Penedès) · Vegeu més fotos d'aquest monument · Carregueu una nova foto d'aquest monument                         |
| Església de Santa Margarida                            | BCIL 2005       | Obra popular                  | Avinyonet del Penedès Cantallops                                                | 41° 21′ 56″ N, 1° 48′ 04″ E / 41.365685°N,1.801106°E | IPA-37753     | Església de Santa Margarida (Avinyonet del Penedès) · Vegeu més fotos d'aquest monument · Carregueu una nova foto d'aquest monument               |
| Forn de Santa Susanna                                  |                 | Obra popular                  | Avinyonet del Penedès Camí de Can Nicolau a Santa Susanna                       | 41° 20′ 13″ N, 1° 48′ 40″ E / 41.33696°N,1.81101°E   | IPA-40574     | Carregueu una nova foto d'aquest monument |
| Forn dels Pelagons                                     |                 | Obra popular                  | Avinyonet del Penedès Marge esquerra del camí de la riera dels Pelagons         | 41° 19′ 42″ N, 1° 47′ 24″ E / 41.32835°N,1.79011°E   | IPA-40575     | Carregueu una nova foto d'aquest monument |
| Forn de l'Arboçar de Dalt                              |                 | Obra popular                  | Avinyonet del Penedès Prop del naixement del torrent de l'Arboçar               | 41° 20′ 02″ N, 1° 46′ 06″ E / 41.33401°N,1.76824°E   | IPA-40576     | Carregueu una nova foto d'aquest monument |
| Forn de Cal Ferret                                     |                 | Obra popular                  | Avinyonet del Penedès Cal Ferret                                                | 41° 20′ 50″ N, 1° 46′ 21″ E / 41.34722°N,1.77254°E   | IPA-40577     | Carregueu una nova foto d'aquest monument |
| Pont de la Teulera                                     |                 | Obra popular                  | Avinyonet del Penedès Ctra. BV-2411, km 25,2, a prop de Can Teulera             |                                                      | IPA-48998     | Carregueu una nova foto d'aquest monument |
| Pou d'aigua de Ca l'Eixut                              |                 |                               | Avinyonet del Penedès                                                           |                                                      | IPA-53259     | Carregueu una nova foto d'aquest monument |

El castell d'Olivella està entre els municipis d'Avinyonet del Penedès i Olivella (Garraf). Vegeu també la llista de monuments del Garraf